# Хнум
В египетската митология, Хнум е бог на плодородието, чийто духовен двойник е с власт над човешката съдба. Известен е още като „Хнуму“, „Хнубис“.
| W9 | w | C4 |

| W9 | w | C4 |

Символизира благосъстояние, придобито със собствен труд. Той е и настойник и надзирател на изворите на Нил, както и на разливите ѝ. Обожаван в цял Египет, Хнум е бог грънчар, който от калта на р. Нил изваял с грънчарското си колело всички живи същества. Името на четирирогия бог е тайнствено. Езиковедите не изключват думата „хнум“, да произлиза от египетската дума „овен“ и да се отнася до животинския образ на бога, но неговото истинско значение не е разчетено и до днес.
В негова чест бил построен храм в Елефантин. Хнум рядко носи бижута. Обикновено държи в ръката си анх. Хнум прилича на овен. Богът е превъплътен като вида овен (на латински: ovis longipes palaeoaegyptiacus).